# Adonis de l'Amour
Espèce
Classification phylogénétique
L'Adonis de l'Amour ou Adonide de l'Amour (Adonis amurensis) est une espèce de plantes herbacées de la famille des Renonculacées, originaire d'Asie.

## Description
Cette petite vivace brave l'hiver pour s'épanouir en une floraison éclatante. Son feuillage découpé forme un tapis aussi dense que de la mousse.
Plante herbacée vivace de 10-40 cm avec un rhizome brun-noir et solide.
Elle doit son nom au fleuve Amour (fleuve)
Floraison : d'avril à juin ; fleurs jaune citron et brillantes; fruits de 4-5 mm de long, avec un bec crochu
exigences: sol léger, fertile et humifère
Habitat: Plante sauvage. Collines ensoleillées, pentes herbeuses
Degrés de toxicité: Extrême toxicité.
Parties toxiques: Toute la plante.
A planter avec: des crocus, des perce-neige